# Leopold
Leopold je mužské křestní jméno staroněmeckého původu. Podle českého kalendáře má svátek 15. listopadu.

## Domácí podoby
Leopoldek, Leo, Poli, Poldek, Poldi, Poldík

## Statistické údaje
Následující tabulka uvádí četnost jména v ČR a pořadí mezi mužskými jmény ve srovnání dvou roků, pro které jsou dostupné údaje MV ČR – lze z ní tedy vysledovat trend v užívání tohoto jména:
| Rok       | Četnost    | Pořadí   |
| 1999      | 3090       | 101.     |
| 2002      | 2827       | 105.     |
| Porovnání | o 263 méně | o 4 hůře |
| 2006      | 2421       | 125.     |

Změna procentního zastoupení tohoto jména mezi žijícími muži v ČR (tj. procentní změna se započítáním celkového úbytku mužů v ČR za sledované tři roky 1999-2002) je -7,8%, což svědčí o poměrně značném poklesu obliby tohoto jména.

## Známí nositelé jména
- Leopold I. – v letech 1658–1705 císař Svaté říše římské národa německého a v letech 1657–1705 český a uherský král
- Leopold I. Babenberský
- Leopold II. – druhý mužský zástupce habsbursko-lotrinské dynastie na českém trůně
- sv. Leopold III. Babenberský, (1073 – 1136), markrabě rakouský
- Leopold IV. Babenberský – rakouský markrabě a bavorský vévoda
- Leopold Mozart – německý skladatel, otec Wolfganga Amadea Mozarta
- sv. Leopold Mandić – chorvatský kapucínský kněz a významný zpovědník
- Leopold Figl – rakouský politik
- Leopold Prečan – český katolický teolog a arcibiskup olomoucký
- Leopold König – český silniční cyklista
- Leopold Sulovský – český senátor a horolezec, první Čech na Mount Everestu
- Leopold Wackarž – generální opat cisterciáků